# Biblioteca Martinez
La biblioteca Martinez es una biblioteca histórica ubicada en el centro de Martinez (California), Estados Unidos. Forma parte del sistema de bibliotecas del Condado de Contra Costa.

## Historia
A partir del otoño de 1883, el club Esse Quam Videre se organizó para establecer una sala de lectura gratuita. Dos años más tarde, en 1885, se formó la Asociación de Bibliotecas y Salas de Lectura Gratis Martínez, que operaba desde un edificio propiedad del doctor John Strentzel, quien no cobraba nada a la Asociación. La lectura en el lugar era gratuita, pero la Asociación cobraba una cuota de 25 centavos al mes por el privilegio de tomar prestados libros.
En 1896, la esposa de John Strentzel y su hija Louisa Strentzel Muir, donaron un terreno y se construyó una nueva biblioteca por suscripción popular por 6371 dólares estadounidenses.
Después de más de cuarenta años en ese lugar, los votantes aprobaron una emisión de bonos por $18 000 para financiar un nuevo edificio de biblioteca. El nuevo edificio fue diseñado en estilo art déco y terminado en 1941.
La biblioteca fue renovada a mediados de 2010 y siguió funcionando 25 horas semanales en una ubicación temporal en la antigua estación de tren cerca de la estación Martínez. La biblioteca continuó operando en la biblioteca de depósito provisional hasta el 13 de agosto de 2011, cuando cerró para regresar al edificio renovado. Celebró la Gran Reapertura el sábado 20 de agosto de 2011 con más de 1000 visitantes. Se instalaron nuevas estaciones de autoservicio junto con mobiliario nuevo y computadoras adicionales.

## Actividades
La Biblioteca Martinez ofrece una variedad de actividades y recursos para sus usuarios. Las actividades varían desde la hora del cuento y talleres de lego para niños hasta clubes de lectura para adultos.
La biblioteca busca activamente exponer a los usuarios a otras culturas y ha estado organizando la celebración del Año Nuevo Lunar chino desde 2009. La danza del león y otras tradiciones culturales chinas se han exhibido junto con las artesanías.
Se proporcionaron almuerzos a niños y adolescentes tres días a la semana durante el verano como parte de la Coalición de Comidas de Verano de California. Muchas de las familias que visitaron el programa no habían estado en la biblioteca antes y desconocían los servicios ofrecidos más allá del préstamo de libros. El uso de la biblioteca aumentó con la implementación del programa.